# Луньов Павло Федорович
Павло́ Фе́дорович Луньо́в (нар. 8 серпня 1918, Завадівка) — учасник Другої світової війни, Герой Радянського Союзу (1944).
Народився в селі Завадівка на Кіровоградщині.
Навчався у Кіровській восьмирічній школі № 12. Після закінчення семи класів розпочав трудову діяльність у колгоспі (1937). Згодом працював токарем на заводі сільськогосподарського машинобудування «Червона 3ірка». У 1939 переходить на роботу до обкому партії. У Червоній Армії пройшов шлях від рядового прикордонника до підполковника, заступника командира артилерійського полку. Воював під Сталінградом, на Курській дузі, штурмував Берлін. Особливо відзначився в червневих боях 1944 на Першому Прибалтійському фронті. Очоливши групу добровольців з 26 комуністів і комсомольців, 24 червня форсував Західну Двину й до підходу основних підрозділів утримував захоплений плацдарм. Відбивши шість контратак, викликав на себе вогонь артилерії радянських військ. Був тяжко поранений.
Нагороджений орденами Леніна та двома Червоної 3ірки, дванадцятьма медалями. Мешкає в Кишиневі.